# Shelley Looney
Shelley Looney (* 21. Januar 1972 in Brownstown Township, Michigan) ist eine ehemalige US-amerikanische Eishockeyspielerin. Looney war von 1992 bis 2005 Mitglied der Frauen-Eishockeynationalmannschaft der Vereinigten Staaten und wurde mit dieser bei den Olympischen Winterspielen 1998 in Nagano Olympiasiegerin.

## Karriere
Looney begann nach ihrer Highschool-Zeit in Trenton im Sommer 1990 ein Studium an der Northeastern University. Dort spielte sie die folgenden vier Jahre – neben ihrem Studium – für das Universitätsteam, die Northeastern Huskies, in der ECAC Hockey. Mit den Friars gewann Looney dreimal die ECAC-Meisterschaft (1992, 1993 und 1994), war in ihrem letzten Jahr mit 25 Scorerpunkten Topscorer aller ECAC-Verteidiger und wurde beim Finalturnier als Most Valuable Player ausgezeichnet. Sie beendete ihre College-Karriere mit insgesamt 76 Scorerpunkten, davon 27 Tore und 49 Assists.
Die Verteidigerin beendete im Sommer 1994 das College mit einem Bachelor of Science in Recreation and Leisure studies und ließ sich vom US-amerikanischen Eishockeyverband USA Hockey verpflichten. Sie nahm an der Weltmeisterschaft 1994 teil und gewann dort mit der Frauen-Eishockeynationalmannschaft der Vereinigten Staaten die Silbermedaille. Drei Jahre später spielte sie erneut für das Nationalteam bei der Weltmeisterschaft 1997 und gewann erneut die Silbermedaille. Im Finalspiel gegen Kanada brach sie sich den Kiefer, als sie einen Schuss blockte.
In der Saison 2002/03 spielte sie zusammen mit Cammi Granato für die Vancouver Griffins in der National Women’s Hockey League und nahm mit dem Team British Columbia an der kanadischen Amateurmeisterschaft 2003, den Esso Women’s Nationals, teil.
Mit USA Hockey bereitete sich Looney gezielt auf die Olympischen Winterspiele 1998 im japanischen Nagano vor. Beim erstmals ausgetragenen Fraueneishockeyturnier im Rahmen der Winterspiele gewann sie mit der Mannschaft die Goldmedaille. In der Folge bestritt Looney die Weltmeisterschaften 1999, 2000 und 2001, bei der drei weitere WM-Silbermedaillen gewann. Im Vorfeld der Olympischen Winterspiele 2002 im heimischen Salt Lake City erhielt Looney erneut einen Platz im Olympiakader und konnte abermals Silber erringen.
Ende Dezember 2005 wurde sie aus dem Kader für die Olympischen Winterspiele 2006 gestrichen und beendete ihre Nationalmannschaftskarriere mit 61 Toren und 136 Scorerpunkten in 151 Länderspielen.

### Als Trainerin
Nach dem Ende ihrer Karriere begann Looney ihre Laufbahn als Trainer als Co-Trainerin der US-amerikanischen U17-Nationalmannschaft. In der Saison 2004/05 war sie Co-Trainerin an der University of Vermont, wo sie das Frauen-Team in der ECAC betreute. Anschließend war sie zwischen 2006 und 2012 sie Sportdirektorin bei den New Jersey Colonials, einer Eishockey-Nachwuchsorganisation. Bei der U18-Weltmeisterschaft der Junioren unterstützte sie das U18-Auswahlteam als Assistenztrainerin. Zwischen 2014 und 2019 arbeitete sie dann als Sportdirektorin bei den Buffalo Bisons. Parallel dazu amtete sie mehrfach als Cheftrainerin der weiblichen Universiade-Mannschaft (2015, 2017, 2019) sowie ein Jahr als Co-Trainerin der Buffalo Beauts in der NWHL.
Seit 2019 ist sie Cheftrainerin der Frauenmannschaft der Lindenwood University, die an der NCAA Division I in der Konferenz College Hockey America teilnimmt.
2009 wurde die gesamte Olympiamannschaft von 1998 in die United States Hockey Hall of Fame aufgenommen. 2019 folgte die Aufnahme der Olympiamannschaft von 1998 in die United States Olympic Hall of Fame.

## Erfolge und Auszeichnungen
- 1992 Gewinn der ECAC Hockey mit den Providence Friars
- 1993 Gewinn der ECAC Hockey mit den Providence Friars
- 1993 ECAC Tournament Most Valuable Playe
- 1994 Gewinn der ECAC Hockey mit den Providence Friars
- 1994 ECAC Player of the Year

### International
| - 1992 Silbermedaille bei der Weltmeisterschaft - 1994 Silbermedaille bei der Weltmeisterschaft - 1997 Silbermedaille bei der Weltmeisterschaft - 1998 Goldmedaille bei den Olympischen Winterspielen - 1999 Silbermedaille bei der Weltmeisterschaft | - 2000 Silbermedaille bei der Weltmeisterschaft - 2001 Silbermedaille bei der Weltmeisterschaft - 2002 Silbermedaille bei den Olympischen Winterspielen - 2004 Silbermedaille bei der Weltmeisterschaft - 2005 Goldmedaille bei der Weltmeisterschaft |

## Karrierestatistik
(Legende zur Spielerstatistik: Sp oder GP = absolvierte Spiele; T oder G = erzielte Tore; V oder A = erzielte Assists; Pkt oder Pts = erzielte Scorerpunkte; SM oder PIM = erhaltene Strafminuten; +/− = Plus/Minus-Bilanz; PP = erzielte Überzahltore; SH = erzielte Unterzahltore; GW = erzielte Siegtore; 1 Play-downs/Relegation; Kursiv: Statistik nicht vollständig)

### International
(Legende zur Spielerstatistik: Sp oder GP = absolvierte Spiele; T oder G = erzielte Tore; V oder A = erzielte Assists; Pkt oder Pts = erzielte Scorerpunkte; SM oder PIM = erhaltene Strafminuten; +/− = Plus/Minus-Bilanz; PP = erzielte Überzahltore; SH = erzielte Unterzahltore; GW = erzielte Siegtore; 1 Play-downs/Relegation; Kursiv: Statistik nicht vollständig)